# Skladno število
Skládno števílo (ali kongruéntno števílo) je v matematiki pozitivno celo število, ki predstavlja ploščino pravokotnega trikotnika, katerega dolžine stranic so racionalna števila. Splošnejša definicija dovoljuje vsa pozitivna racionalna števila s to značilnostjo.
Prvi členi zaporedja (celoštevilskih) skladnih števil so (OEIS A003273):
5, 6, 7, 13, 14, 15, 20, 21, 22, 23, 24, 28, 29, 30, 31, 34, 37, 38, 39, 41, 45, 46, 47, 52, 53, 54, 55, 56, 60, 61, 62, 63, 65, 69, 70, 71, 77, 78, 79, 80, 84, 85, 86, 87, 88, 92, 93, 94, 95, 96, 101, 102, 103, 109, 110, 111, 112, 116, 117, 118, 119, 120, ...
| {\displaystyle n\!\,} | 1   | 2   | 3   | 4   | 5   | 6   | 7   | 8   |
| --------------------- | --- | --- | --- | --- | --- | --- | --- | --- |
|                       | —   | —   | —   | —   | C   | C   | C   | —   |
| {\displaystyle n\!\,} | 9   | 10  | 11  | 12  | 13  | 14  | 15  | 16  |
|                       | —   | —   | —   | —   | C   | C   | C   | —   |
| {\displaystyle n\!\,} | 17  | 18  | 19  | 20  | 21  | 22  | 23  | 24  |
|                       | —   | —   | —   | S   | C   | C   | C   | S   |
| {\displaystyle n\!\,} | 25  | 26  | 27  | 28  | 29  | 30  | 31  | 32  |
|                       | —   | —   | —   | S   | C   | C   | C   | —   |
| {\displaystyle n\!\,} | 33  | 34  | 35  | 36  | 37  | 38  | 39  | 40  |
|                       | —   | C   | —   | —   | C   | C   | C   | —   |
| {\displaystyle n\!\,} | 41  | 42  | 43  | 44  | 45  | 46  | 47  | 48  |
|                       | C   | —   | —   | —   | S   | C   | C   | —   |
| {\displaystyle n\!\,} | 49  | 50  | 51  | 52  | 53  | 54  | 55  | 56  |
|                       | —   | —   | —   | S   | C   | S   | C   | S   |
| {\displaystyle n\!\,} | 57  | 58  | 59  | 60  | 61  | 62  | 63  | 64  |
|                       | —   | —   | —   | S   | C   | C   | S   | —   |
| {\displaystyle n\!\,} | 65  | 66  | 67  | 68  | 69  | 70  | 71  | 72  |
|                       | C   | —   | —   | —   | C   | C   | C   | —   |
| {\displaystyle n\!\,} | 73  | 74  | 75  | 76  | 77  | 78  | 79  | 80  |
|                       | —   | —   | —   | —   | C   | C   | C   | S   |
| {\displaystyle n\!\,} | 81  | 82  | 83  | 84  | 85  | 86  | 87  | 88  |
|                       | —   | —   | —   | S   | C   | C   | C   | S   |
| {\displaystyle n\!\,} | 89  | 90  | 91  | 92  | 93  | 94  | 95  | 96  |
|                       | —   | —   | —   | S   | C   | C   | C   | S   |
| {\displaystyle n\!\,} | 97  | 98  | 99  | 100 | 101 | 102 | 103 | 104 |
|                       | —   | —   | —   | —   | C   | C   | C   | —   |
| {\displaystyle n\!\,} | 105 | 106 | 107 | 108 | 109 | 110 | 111 | 112 |
|                       | —   | —   | —   | —   | C   | C   | C   | S   |
| {\displaystyle n\!\,} | 113 | 114 | 115 | 116 | 117 | 118 | 119 | 120 |
|                       | —   | —   | —   | S   | S   | C   | C   | S   |

Število 5 je na primer skladno, ker je enako ploščini pravokotnega trikotnika z dolžinami stranic 20/3, 3/2 in 41/6. Podobno je število 6 skladno, ker je enako ploščini pravokotnega trikotnika z dolžinami stranic 3, 4 in 5. Števila 1, 2, 3 in 4 niso skladna števila.
Če je {\displaystyle q\!\,} skladno število, je skladno število tudi {\displaystyle s^{2}q\!\,} za poljubno naravno število {\displaystyle s\!\,} – kadar se vsaka stranica trikotnika pomnoži s {\displaystyle s\!\,} in obratno. To vodi do opažanja, da je skladnost neničelnega racionalnega števila {\displaystyle q\!\,} odvisna le od njegovega ostanka v grupi:
{\displaystyle \mathbb {Q} ^{*}/\mathbb {Q} ^{*2}\!\,.}
Vsak razred ostankov v tej grupi vsebuje točno eno celo število, deljivo brez kvadrata, zato se pri obravnavi skladnih števil običajno upoštevajo le pozitivna cela števila, deljiva brez kvadrata.

## Problem skladnega števila
Vprašanje določevanja ali je dano racionalno število skladno število se imenuje problem skladnega števila. Problem še ni rešen. Tunnellov izrek iz leta 1983 zagotavlja kriterij, ki se ga da enostavno testirati, za določevanje ali je dano število skladno, vendar se njegov rezultat opira na še vedno nedokazano Birch-Swinnerton-Dyerjevo domnevo.
Problem skladnega števila je prvi navedel Al Karadži v delu Knjiga o algebri in almukabali (Al Fahri fi'l-džabr va'l-mukabala), napisanem okoli leta 1010. Njegova različica problema ne obravnava pravokotnih trikotnikov ampak je definirana s pomočjo kvadratnih števil ali kvadratov racionalnih števil. Za katera cela števila {\displaystyle n\!\,} obstaja takšen kvadrat {\displaystyle x^{2}\!\,}, da sta kvadrata tudi {\displaystyle x^{2}-n\!\,} in {\displaystyle x^{2}+n\!\,}? Na Al Karadžijevo delo so vplivali prevodi Diofantovih del, ki so obravnavali podobne probleme.
Fermatov izrek o pravokotnem trikotniku, imenovan po Pierreu de Fermatu, iz leta 1659 pravi, da nobeno kvadratno število ne more biti skladno. Izrek v obliki, da je vsak kongruum (razlika med zaporednimi elementi v aritmetičnem zaporedju treh kvadratov) nekvadrat, je bil znan (brez dokaza) že Leonardu Fibonacciju leta 1225. Vsak kongruum je skladno število in vsako skladno število je produkt kongruuma in kvadrata racionalnega števila. Določevanje ali je dano število kongruum je veliko lažje od določevanja ali je skladno, ker obstaja parametrizirana formula za kongrue, kjer je treba testirati le končno mnogo parametrov.

## Rešitve
Število {\displaystyle n\!\,} je skladno, če in samo če imata enačbi:
{\displaystyle x^{2}+nt^{2}=y^{2}\!\,,}
{\displaystyle x^{2}-nt^{2}=z^{2}\!\,}
rešitve. Če jih imata, jih imata neskončno mnogo, podobno kot Pellova enačba).
Če so dane rešitve {\displaystyle {x,y,z,t}\!\,}, se lahko določijo takšni {\displaystyle {a,b,c}\!\,}, da velja:
{\displaystyle a^{2}+b^{2}=c^{2}\!\,} in {\displaystyle {\frac {ab}{2}}=n\!\,}
iz:
{\displaystyle a={\frac {y-z}{t}}\!\,}, {\displaystyle b={\frac {y+z}{t}}\!\,}, {\displaystyle c={\frac {2x}{t}}\!\,.}

## Povezava z eliptičnimi krivuljami
Vprašanje ali je dano število skladno se izkaže za enakovredno pogoju, da ima določena eliptična krivulja pozitivni rang. Drug pristop zamisli je prikazan spodaj (in se lahko najde v uvodu Tunnellovega članka).
Naj so {\displaystyle a\!\,}, {\displaystyle b\!\,} in {\displaystyle c\!\,} števila (ne nujno pozitivna ali racionalna), za katera veljata naslednji dve enačbi:
{\displaystyle {\begin{matrix}a^{2}+b^{2}&=&c^{2},\\{\tfrac {1}{2}}ab&=&n.\end{matrix}}}
Naj je:
{\displaystyle x={\frac {n(a+c)}{b}}\!\,}
in:
{\displaystyle y={\frac {2n^{2}(a+c)}{b^{2}}}\!\,.}
Račun pokaže, da velja:
{\displaystyle y^{2}=x^{3}-n^{2}x\!\,}
in {\displaystyle y\!\,} ni enak 0 (če je {\displaystyle y=0\!\,}, je {\displaystyle a=-c\!\,}, in zato {\displaystyle b=0\!\,}, vendar je izraz {\displaystyle {\tfrac {1}{2}}ab=n\!\,} neničelen, kar je protislovje).
In obratno, če sta {\displaystyle x\!\,} in {\displaystyle y\!\,} števili, za kateri velja zgornja enačba, in {\displaystyle y\!\,} ni enak 0, naj je {\displaystyle a(x^{2}-n^{2})/y\!\,}, {\displaystyle b=2nx/y\!\,} in {\displaystyle c=(x^{2}+n^{2})/y\!\,}. Račun pokaže, da za ta tri števila veljata zgornji enačbi za {\displaystyle a\!\,}, {\displaystyle b\!\,} in {\displaystyle c\!\,}.
Ti dve zvezi med {\displaystyle (a,b,c)\!\,} in {\displaystyle (x,y)\!\,} sta med seboj inverzni, tako da med poljubno rešitvijo teh dveh enačb obstaja enolična zveza v {\displaystyle a\!\,}, {\displaystyle b\!\,} in {\displaystyle c\!\,}, ter poljubno rešitvijo enačbe v {\displaystyle x\!\,} in {\displaystyle y\!\,} pri neničelnem {\displaystyle y\!\,}. V formulah obeh zvez za racionalni {\displaystyle n\!\,} se še posebej vidi, da so {\displaystyle a\!\,}, {\displaystyle b\!\,} in {\displaystyle c\!\,} racionalni, če sta racionalna odgovarjajoča {\displaystyle x\!\,} in {\displaystyle y\!\,}, in obratno. (Velja tudi, da so {\displaystyle a\!\,}, {\displaystyle b\!\,} in {\displaystyle c\!\,} vsi pozitivni, če in samo če sta pozitivna oba {\displaystyle x\!\,} in {\displaystyle y\!\,}. Iz enačbe {\displaystyle y^{2}=x^{3}-n^{2}x=x(x^{2}-n^{2})\!\,} se vidi, da, če sta {\displaystyle x\!\,} in  {\displaystyle y\!\,} pozitivna, mora biti pozitiven člen {\displaystyle x^{2}-n^{2}\!\,}, da je zgornja formula za {\displaystyle a\!\,} pozitivna.)
Tako je pozitivno racionalno število {\displaystyle n\!\,} skladno, če in samo če ima enačba {\displaystyle y^{2}=x^{3}-n^{2}x\!\,} racionalno točko z neničelnim {\displaystyle y\!\,}. Lahko se pokaže (kot uporaba Dirichletovega izreka o praštevilih v aritmetičnem zaporedju), da so edine torzijske točke na tej eliptični krivulji tiste z {\displaystyle y\!\,} enakim 0, tako da je obstoj racionalne točke z neničelnim {\displaystyle y\!\,} enakovreden izjavi, da ima eliptična krivulja pozitiven rang.
Drug pristop je s celoštevilsko vrednostjo {\displaystyle n\!\,}, označeno kot {\displaystyle N\!\,}, in z rešitvijo enačbe:
{\displaystyle N^{2}=ed^{2}+e^{2}\!\,,}
kjer je:
{\displaystyle {\begin{matrix}c&=&{\frac {n^{2}}{e}}+e\\a&=&2n\\b&=&{\frac {n^{2}}{e}}-e\end{matrix}}}

## Najmanjše rešitve
Sledi seznam racionalnih rešitev enačb {\displaystyle a^{2}+b^{2}=c^{2}\!\,} in {\displaystyle {\frac {ab}{2}}=n\!\,} s skladnim številom {\displaystyle n\!\,} in najmanjšim števcem za {\displaystyle c\!\,}. (Tu velja {\displaystyle a<b\!\,}, saj {\displaystyle a\!\,} ne more biti enak {\displaystyle b\!\,}. Če bi bilo tako, bi bilo {\displaystyle c={\sqrt {2}}a\!\,}, {\displaystyle {\sqrt {2}}\!\,} pa ni racionalno število, zato {\displaystyle c\!\,} in {\displaystyle a\!\,} ne moreta oba biti racionalni števili).
| {\displaystyle n\!\,} | {\displaystyle a\!\,}                                                           | {\displaystyle b\!\,}                                                             | {\displaystyle c\!\,} |
| 5                     | {\displaystyle {\frac {3}{2}}\!\,}                                              | {\displaystyle {\frac {20}{3}}\!\,}                                               | {\displaystyle {\frac {41}{6}}\!\,}                                                                                            |
| 6                     | 3                                                                               | 4                                                                                 | 5 |
| 7                     | {\displaystyle {\frac {35}{12}}\!\,}                                            | {\displaystyle {\frac {24}{5}}\!\,}                                               | {\displaystyle {\frac {337}{60}}\!\,}                                                                                          |
| 13                    | {\displaystyle {\frac {780}{323}}\!\,}                                          | {\displaystyle {\frac {323}{30}}\!\,}                                             | {\displaystyle {\frac {106921}{9690}}\!\,}                                                                                     |
| 14                    | {\displaystyle {\frac {8}{3}}\!\,}                                              | {\displaystyle {\frac {21}{2}}\!\,}                                               | {\displaystyle {\frac {65}{6}}\!\,}                                                                                            |
| 15                    | 4                                                                               | {\displaystyle {\frac {15}{2}}\!\,}                                               | {\displaystyle {\frac {17}{2}}\!\,}                                                                                            |
| 20                    | 3                                                                               | {\displaystyle {\frac {40}{3}}\!\,}                                               | {\displaystyle {\frac {41}{3}}\!\,}                                                                                            |
| 21                    | {\displaystyle {\frac {7}{2}}\!\,}                                              | 12                                                                                | {\displaystyle {\frac {25}{2}}\!\,}                                                                                            |
| 22                    | {\displaystyle {\frac {33}{35}}\!\,}                                            | {\displaystyle {\frac {140}{3}}\!\,}                                              | {\displaystyle {\frac {4901}{105}}\!\,}                                                                                        |
| 23                    | {\displaystyle {\frac {80155}{20748}}\!\,}                                      | {\displaystyle {\frac {41496}{3485}}\!\,}                                         | {\displaystyle {\frac {905141617}{72306780}}\!\,}                                                                              |
| 24                    | 6                                                                               | 8                                                                                 | 10 |
| 28                    | {\displaystyle {\frac {35}{6}}\!\,}                                             | {\displaystyle {\frac {48}{5}}\!\,}                                               | {\displaystyle {\frac {337}{30}}\!\,}                                                                                          |
| 29                    | {\displaystyle {\frac {99}{910}}\!\,}                                           | {\displaystyle {\frac {52780}{99}}\!\,}                                           | {\displaystyle {\frac {48029801}{90090}}\!\,}                                                                                  |
| 30                    | 5                                                                               | 12                                                                                | 13 |
| 31                    | {\displaystyle {\frac {720}{287}}\!\,}                                          | {\displaystyle {\frac {8897}{360}}\!\,}                                           | {\displaystyle {\frac {2566561}{103320}}\!\,}                                                                                  |
| 34                    | {\displaystyle {\frac {17}{6}}\!\,}                                             | 24                                                                                | {\displaystyle {\frac {145}{6}}\!\,}                                                                                           |
| 37                    | {\displaystyle {\frac {450660}{777923}}\!\,}                                    | {\displaystyle {\frac {777923}{6090}}\!\,}                                        | {\displaystyle {\frac {605170417321}{4737551070}}\!\,}                                                                         |
| 38                    | {\displaystyle {\frac {1700}{279}}\!\,}                                         | {\displaystyle {\frac {5301}{425}}\!\,}                                           | {\displaystyle {\frac {1646021}{118575}}\!\,}                                                                                  |
| 39                    | {\displaystyle {\frac {5}{2}}\!\,}                                              | {\displaystyle {\frac {156}{5}}\!\,}                                              | {\displaystyle {\frac {313}{10}}\!\,}                                                                                          |
| 41                    | {\displaystyle {\frac {3280}{1023}}\!\,}                                        | {\displaystyle {\frac {1023}{40}}\!\,}                                            | {\displaystyle {\frac {1054721}{40920}}\!\,}                                                                                   |
| 45                    | {\displaystyle {\frac {9}{2}}\!\,}                                              | 20                                                                                | {\displaystyle {\frac {41}{2}}\!\,}                                                                                            |
| 46                    | {\displaystyle {\frac {253}{42}}\!\,}                                           | {\displaystyle {\frac {168}{11}}\!\,}                                             | {\displaystyle {\frac {7585}{462}}\!\,}                                                                                        |
| 47                    | {\displaystyle {\frac {11547216}{2097655}}\!\,}                                 | {\displaystyle {\frac {98589785}{5773608}}\!\,}                                   | {\displaystyle {\frac {217287944875297}{12111037689240}}\!\,}                                                                  |
| 52                    | {\displaystyle {\frac {1560}{323}}\!\,}                                         | {\displaystyle {\frac {323}{15}}\!\,}                                             | {\displaystyle {\frac {106921}{4845}}\!\,}                                                                                     |
| 53                    | {\displaystyle {\frac {1472112483}{202332130}}\!\,}                             | {\displaystyle {\frac {21447205780}{1472112483}}\!\,}                             | {\displaystyle {\frac {4850493897329785961}{297855654284978790}}\!\,}                                                          |
| 54                    | 9                                                                               | 12                                                                                | 15 |
| 55                    | {\displaystyle {\frac {1100}{117}}\!\,}                                         | {\displaystyle {\frac {117}{10}}\!\,}                                             | {\displaystyle {\frac {17561}{1170}}\!\,}                                                                                      |
| 56                    | {\displaystyle {\frac {16}{3}}\!\,}                                             | 21                                                                                | {\displaystyle {\frac {65}{3}}\!\,}                                                                                            |
| 60                    | 8                                                                               | 15                                                                                | 17 |
| 61                    | {\displaystyle {\frac {6428003}{1423110}}\!\,}                                  | {\displaystyle {\frac {173619420}{6428003}}\!\,}                                  | {\displaystyle {\frac {250510625883241}{9147755349330}}\!\,}                                                                   |
| ...                   | ...                                                                             | ...                                                                               | ... |
| 101                   | {\displaystyle {\frac {267980280100}{44538033219}}\!\,}                         | {\displaystyle {\frac {44538033219}{1326635050}}\!\,}                             | {\displaystyle {\frac {2015242462949760001961}{59085715926389725950}}\!\,}                                                     |
| ...                   | ...                                                                             | ...                                                                               | ... |
| 157                   | {\displaystyle {\frac {411340519227716149383203}{21666555693714761309610}}\!\,} | {\displaystyle {\frac {6803298487826435051217540}{411340519227716149383203}}\!\,} | {\displaystyle {\frac {224403517704336969924557513090674863160948472041}{8912332268928859588025535178967163570016480830}}\!\,} |

## Trenutni napredek
Za klasifikacijo skladnih števil se je naredilo veliko dela.
Znano je na primer, da za praštevilo {\displaystyle p\!\,} velja naslednje:
- če je {\displaystyle p\equiv 3\ ({\hbox{mod}}\ 8)\!\,}, potem {\displaystyle p\!\,} ni skladno število, {\displaystyle 2p\!\,} pa je.
- če je {\displaystyle p\equiv 5\ ({\hbox{mod}}\ 8)\!\,}, potem je {\displaystyle p\!\,} skladno število.
- če je {\displaystyle p\equiv 7\ ({\hbox{mod}}\ 8)\!\,}, potem sta {\displaystyle p\!\,} in {\displaystyle 2p\!\,} skladni števili.

Znano je tudi, da v vsakem kongruenčnem razredu {\displaystyle \{5,6,7\}\ ({\hbox{mod}}\ 8)\!\,} za dani {\displaystyle k\!\,} obstaja neskončno mnogo skladnih števil, deljivih brez kvadrata, s {\displaystyle k\!\,} prafaktorji.